# Drôle de menteur
Pour les articles homonymes, voir Menteur.
Pour plus de détails, voir Fiche technique et Distribution.
Drôle de menteur (Der Lügner) est une comédie dramatique ouest-allemande réalisée par Ladislas Vajda et sortie en 1961.
Il s'agit d'une adaptation de la pièce de théâtre The Eleven Lives of Leo d'A. B. Shiffrin

## Synopsis
Sebastian Schumann est un employé de bureau. Sa femme l'a quitté et il vit désormais seul avec sa fille de huit ans, Nicky. Il fait croire à Nicky que sa mère est morte et qu'elle est maintenant un ange au ciel. Schumann fantasme pour sa petite fille un monde virtuel dont il est à chaque fois le héros. Il est tantôt diplomate, tantôt astronaute, agent secret, directeur de banque ou boxeur imbattable. Le monde gris et morne de son quotidien se transforme en un monde de secrets, de mensonges et de chausse-trapes. Bientôt, il croit lui-même à ses histoires. Cela le conduit finalement à être licencié par son entreprise. Il ne peut pas non plus parler de son licenciement à sa fille. Schumann est désormais sans ressources, mais il s'en tient à ses histoires à dormir debout afin de tenir sa fille éloignée de la dure réalité. Pour une voisine, cela ne signifie toutefois qu'irresponsabilité. Elle le dénonce et, à la suite de cette dénonciation, le service de protection de l'enfance veut lui retirer son enfant et le placer dans une institution d'assistance. Le père est désemparé et dévasté. Nicky sait cependant s'aider elle-même et, avec l'aide de son amie Annemarie, elle parvient à convaincre les services de protection de l'enfance de l'éducation positive et aimante de son père et à construire ainsi une nouvelle famille intacte avec Annemarie.

## Fiche technique
- Titre original italien  : Der Lügner[1]
- Titre français : Drôle de menteur ou Le Menteur[2]
- Réalisateur : Ladislas Vajda
- Scénario : István Békeffy (hu), Hans Jacoby
- Photographie : Günther Anders
- Montage : Hermann Haller
- Musique : Siegfried Franz (de), Fritz Rotter (de)
- Décors : Albrecht Becker, Zoltan Gara, Herbert Kirchhoff
- Production : Gyula Trebitsch (de)
- Société de production : Real-Film GmbH
- Pays de production :  Allemagne de l'Ouest
- Langue originale : allemand
- Format : Noir et blanc - 1,66:1 - Son mono - 35 mm
- Durée : 93 minutes
- Genre : Comédie dramatique, comédie de mœurs
- Dates de sortie :
  - Allemagne de l'Ouest : 21 décembre 1961
  - France : 26 mai 1965

## Distribution
- Heinz Rühmann : Sébastien Schumann
- Giulia Follina (de) : Nicky
- Annemarie Düringer : Annemarie Karsten
- Blandine Ebinger : Mademoiselle Kriese
- Gustav Knuth : Rotbarth
- Werner Hinz : Epervier
- Joseph Offenbach : Mendiant
- Werner Schumacher (de) : Goliath